# Paris Pişmiş
Paris Maria Pişmiş (ursprünglich Mari Sukiasyan (armenisch Մարի Սուքիասյան); * 30. Januar 1911 in Konstantinopel (Osmanisches Reich); † 1. August 1999 in Mexiko-Stadt) war eine Astronomin armenischer Abstammung.
Von 1940 bis zu ihrem Tod arbeitete sie in Mexiko. Paris Pişmiş war die erste Frau, die die naturwissenschaftliche Fakultät der Istanbuler Universität absolviert und in Harvard Astronomie studiert hat. 24 Sternhaufen sind unter anderem nach ihr (auch abgekürzt mit Pis) benannt worden – Pismis 1 bis Pismis 24. Diese Entdeckungen von 1959 machte sie auf Schmidtplatten, die am Observatorium Tonantzintla (bei Puebla) aufgenommen worden waren, dessen Schmidt-Teleskop sie für ihre Beobachtungen verwendete. Den Sternhaufen Pismis 6, der unter anderem auch unter der Bezeichnung NGC 2645 bekannt ist, hatte als Erster bereits im Jahr 1834 John Herschel entdeckt.
Darüber hinaus erkannte Paris Pişmiş 1959 unabhängig von Sawyer Hogg, dass NGC 6380 (Pismis 25) ein Kugelsternhaufen ist und entdeckte im selben Jahr noch den Kugelsternhaufen Pismis 26, beide auch bekannt als Tonantzintla 1 und 2 (Ton 1, Ton 2).